# Vaux-lès-Saint-Claude
Vaux-lès-Saint-Claude is een gemeente in het Franse departement Jura (regio Bourgogne-Franche-Comté) en telt 684 inwoners (1999). De plaats maakt deel uit van het arrondissement Saint-Claude.

## Geografie
De oppervlakte van Vaux-lès-Saint-Claude bedraagt 9,4 km², de bevolkingsdichtheid is 72,8 inwoners per km².

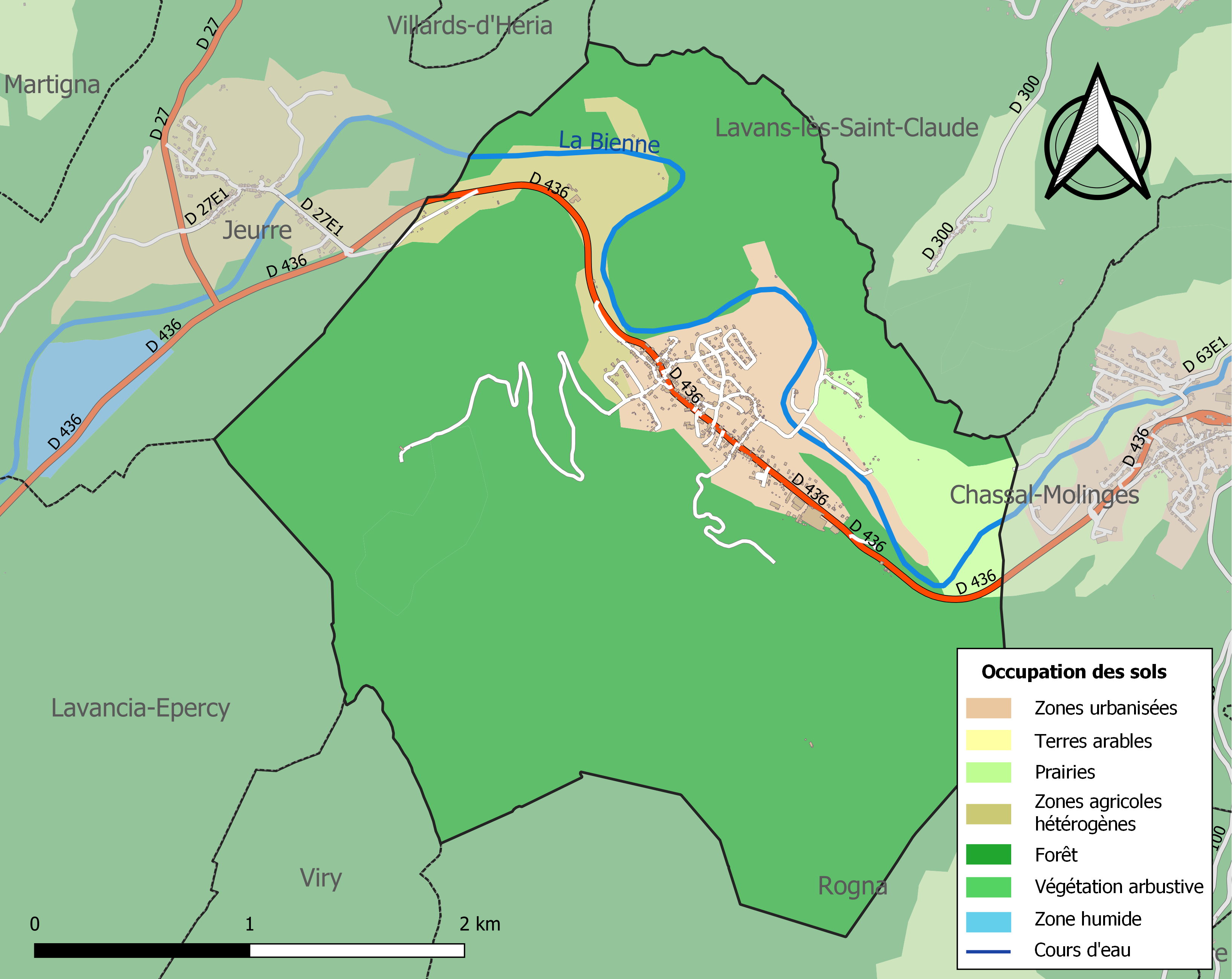
Kaart van de gemeente met de belangrijkste infrastructuur, bodemgebruik en omliggende gemeenten

## Demografie
Onderstaande figuur toont het verloop van het inwonertal (bron: INSEE-tellingen).